# Сасс, Анатолий Фомич
Анатолий Фомич Сасс (22 декабря 1935, Москва — 31 августа 2023, Москва) — советский спортсмен (академическая гребля), олимпийский чемпион (1968), заслуженный мастер спорта СССР (1968).

## Спортивная карьера
- Олимпийский чемпион 1968 в гребле на двойке парной с Александром Тимошининым
- Участник олимпийских игр 1964 — 7 место (четвёрка распашная)
- Серебряный призёр чемпионата Европы 1965
- Чемпион СССР: 1967 в гребле на одиночке, 1968 на двойке парной

## Награды
- Орден Трудового Красного Знамени